# 리처드 젱킨스
리처드 젱킨스(Richard Jenkins, 1947년 5월 4일 ~ )는 미국의 배우이다.

## 작품 목록
- 코어 - 토머스 퍼셀 역
- 참을 수 없는 사랑 - 프레디 벤더 역
- 열두 명의 웬수들
- 머지 보이 - 에드거 머지 역
- 쉘 위 댄스 - 사립탐정 역
- 본 토마호크 - 치코리 코리 역
- 콩: 스컬 아일랜드 - 윌리스 상원의원 역
- 셰이프 오브 워터: 사랑의 모양 - 자일스 역
- 나이트메어 앨리
- 이프: 상상의 친구 - 미술 선생님 역 (목소리)